# Ernest R. Kroeger
Ernest Richard Kroeger, född 10 augusti 1862 i Saint Louis, Missouri, död 7 april 1934, var en amerikansk tonsättare. 
Kroeger gjorde sig bemärkt med sina ouvertyrer Hiawatha, Thanatopsis, Sardanapal och Endymion samt kammarmusik- och pianokompositioner.